# 利休揚げ
利休揚げ（りきゅうあげ）は、和食の揚げ物のひとつ。利久揚げとも。
タチウオやサバなどの切り身、牛肉や鶏肉、シイタケや高野豆腐などの材料にゴマをまぶして、食用油でからりと揚げた料理のこと。またごま油で揚げた料理をこう呼ぶこともある。
著名な茶人、千利休がゴマを使った料理を好んだという言い伝えからこの名がついたとされる。